# Сабракамані
Сабракамані (д/н — бл. 270 до н. е.) — цар Куша.

## Життєпис
Можливо був сином або небожем царя Аріамані. Напенев після смерті останнього почалася боротьба за владу, оскільки протягом нетривалого часу змінилося декілька царів — Каш-…-амані та Ірі-Пійєко. 
Сабракамані ймовірно зміг більш тривалий час зміцнитися у владі, про що свідчить збереження його напису на стіні храму Амона в Каві. Це єдине свідчення про діяльність цього царя. Насамперед згадується про подарунки храмові.
Помер за відомих обставин близько 270 року до н. е. Поховано в піраміді № 7 в Джебель-Баркалі. Йому спадкував Аркамані I.